# Trond Giske

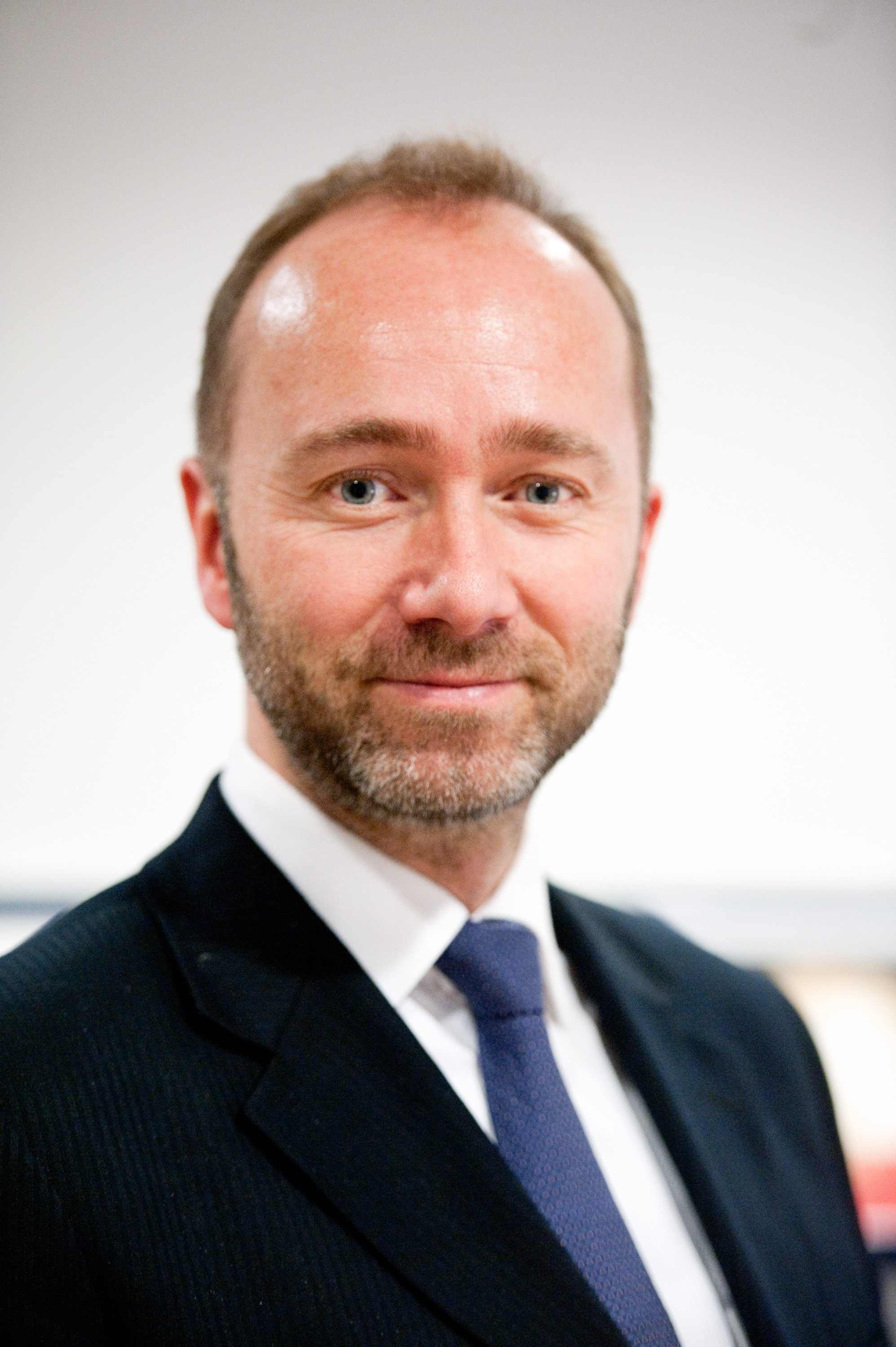
Trond Giske, 2010

Trond Giske (* 7. November 1966 in Trondheim) ist ein norwegischer Politiker der sozialdemokratischen Arbeiderpartiet (Ap). Er war von März 2000 bis Oktober 2001 der Minister für Kirchen, Bildung und Forschung, von Oktober 2005 bis Oktober 2009 der Kultur- und Kirchenminister und anschließend bis Oktober 2013 der Wirtschafts- und Handelsminister seines Landes. Von 1997 bis 2021 war Giske Abgeordneter im Storting und von 2015 bis 2018 stellvertretender Vorsitzender der Arbeiderpartiet.

## Politischer Werdegang
Giske studierte Nationalökonomie, Politologie und Jura an der Universität Oslo und der NTNU (Technisch-Naturwissenschaftliche Universität Norwegens), das Studium schloss er im Jahr 1997 ab. In den Jahren 1992 bis 1996 war er der Vorsitzende der Parteijugend Arbeidernes Ungdomsfylking (AUF). Er galt als führender Politiker des linken Parteiflügels. Er setzte sich in dieser Zeit gegen einen Beitritt Norwegens zur Europäischen Union ein.

### Parlamentsabgeordneter und Minister
Bei der Parlamentswahl 1997 zog Giske erstmals ins norwegische Nationalparlament Storting ein. Dort vertrat er den Wahlkreis Sør-Trøndelag und wurde Mitglied im Finanzausschuss. Nach dem Regierungswechsel im März 2000 wurde er am 17. März 2000 zum Kirchen-, Bildungs- und Forschungsminister in der Regierung Jens Stoltenberg I ernannt. Er blieb bis zum Abtritt der Regierung am 19. Oktober 2001 im Amt. Nachdem er als Mitglied der Regierung sein Mandat im Storting hatten ruhen lassen müssen, kehrte er anschließend ins Parlament zurück. Dort fungierte er von Oktober 2001 bis September 2005 als stellvertretender Vorsitzender im Ausschuss für Familie, Kultur und Verwaltung. Zudem gehörte er dem Fraktionsvorstands der Arbeiderpartiet-Fraktion an.
Nach der Parlamentswahl 2005 bildete Jens Stoltenberg die Regierung Stoltenberg II. Darin wurde Giske zum Kultur- und Kirchenminister ernannt. Vom 15. Februar bis zum 29. Februar 2008 übte er zudem kommissarisch das Amt des Kinder- und Gleichstellungsministers aus. Vom 27. Februar bis zum 29. März 2009 war er zugleich kommissarischer Justizminister. Seine Amtszeit als Kultur- und Kirchenminister endete am 20. Oktober 2009, als er zum Wirtschafts- und Handelsminister ernannt wurde. Es war zu diesem Zeitpunkt nach der Stortingswahl 2009 zu einer größeren Umstrukturierung des Kabinetts gekommen.
Giskes Amtszeit als Wirtschafts- und Handelsminister endete am 16. Oktober 2013, als die Regierungszeit von Jens Stoltenberg nach der Wahl 2013 endete. Während seiner Zeit als Wirtschaftsminister war Giske mehrfach Vetternwirtschaft vorgeworfen worden, da unter ihm mehrere seiner näheren Bekannten führende Positionen in Staatsunternehmen erhalten hatten. Giske, der aufgrund seiner Regierungsmitgliedschaft für zwei Legislaturperioden kein aktives Parlamentsmitglied war, kehrte daraufhin ins Storting zurück. Dort wurde er Vorsitzender des Ausschusses für Kirche, Bildung und Forschung. Im April 2015 wurde er neben Hadia Tajik zum stellvertretenden Parteivorsitzenden der Arbeiderpartiet gewählt. Nach der Parlamentswahl 2017 ging er in den Finanzausschuss über. Dort übernahm er den Posten als erster stellvertretender Vorsitzender.

### Rücktritt im Rahmen der MeToo-Kampagne
Ab Dezember 2017 publizierten mehrere Medien Berichte darüber, dass mehrere Frauen Giske im Zuge der MeToo-Kampagne beschuldigten, sich ihnen gegenüber unangebracht verhalten zu haben und ihm sexuelle Belästigung vorwarfen. Es wurden daraufhin Rücktrittsforderungen laut. Am 7. Januar 2018 gab Giske seinen Rücktritt von der Position als stellvertretender Parteivorsitzender bekannt. Im Januar 2018 endete im Storting seine Zeit als stellvertretender Vorsitzender des Finanzausschusses. Er wurde danach einfaches Mitglied im Familien- und Kulturausschuss.
Im Februar 2019 teilte die Parteispitze mit, dass sie zwar weiterhin der Meinung sei, Giske hätte gegen die Richtlinien der Arbeiterpartei verstoßen, er nun aber wieder alle Posten der Partei besetzen dürfe. Kurz darauf zog er seine Kandidatur für einen Führungsposten in der Arbeiterpartei Trøndelag zurück. Zuvor hatte die norwegische Zeitung Verdens Gang ein Video veröffentlicht, in dem er mit einer jungen Frau tanzend zu sehen war, was von einigen als unpassendes Verhalten gedeutet wurde. Die öffentliche Kritik richtete sich allerdings auch gegen die Zeitung. So verteidigte die im Video zu sehende Frau Giske und gab an, die Veröffentlichung wäre ohne ihre Einwilligung geschehen. Verdens Gang bat die Beteiligten daraufhin öffentlich um Entschuldigung.
Im August 2020 wurde bekannt, dass der Wahlausschuss der Trøndelager Arbeiderpartiet Giske als neuen Vorsitzenden vorschlug. Diese Meldung führte zu einer großen Debatte darüber, ob sein Comeback zu früh geschehe. In der Verdens Gang meldeten sich 92 Parteikollegen, die die Rückkehr Giskes auf einen führenden Posten in der Partei als Fehler bezeichneten. Unter den Personen befanden sich Stortingsabgeordnete wie Siri Gåsemyr Staalesen oder Tuva Moflag. Schließlich wurden neue Vorwürfe gegen Giske vorgebracht und er wurde als Kandidat für das Amt des Vorsitzenden durch eine Parteikollegin ersetzt. Am 28. August 2020 kündigte er an, bei der Parlamentswahl 2021 nicht erneut um einen Sitz im Storting kandidieren zu wollen. In der Folge schied er im Herbst 2021 aus dem Storting aus.

### Vorsitzender desNidaros Sosialdemokratiske Forum
Nach seiner Zeit als Abgeordneter nahm Giske ein Masterstudium in Staatswissenschaften auf. Im November 2021 wurde er Vorsitzender des Nidaros Sosialdemokratiske Forum, einer Ap-Ortsgruppe in Trondheim. Vor seiner Wahl gehörten ihr weniger als 20 Personen an. Unter Giske wuchs die Zahl der Mitglieder der Gruppierung schnell stark an. Im Jahr 2022 wurde sie schließlich mit über 620 Mitgliedern die größte Ap-Ortsgruppe des Landes. Giskes damit erneut steigender Einfluss auf die Partei führte zu parteiinterner Kritik, die auch der Parteivorsitzende und Ministerpräsident Jonas Gahr Støre unterstützte. Im Februar 2024 wurde er zum stellvertretenden Ap-Vorsitzenden in der Stadt Trondheim gewählt.
Im Vorfeld der Stortingswahl 2025 wurde Giske im November 2024 zum Spitzenkandidaten der Arbeiderpartiet im Wahlkreis Sør-Trøndelag gewählt. Er gewann mit 76 zu 57 Stimmen gegen Per Olav Skurdal Hopsø. Als Reaktion auf Giskes Sieg zogen neun Kandidaten für die weiteren Plätze, darunter alle Kandidaten der Parteijugend AUF, ihre Kandidatur zurück. Kritisiert wurde neben den Vorwürfen der sexuellen Belästigung auch, dass er keinen sauberen Machtkampf geführt habe. Die Arbeiderpartiet Trøndelag konkludierte ihre Untersuchung damit, dass es mehrere organisatorische Verstöße gegeben habe. Unter anderem wechselten mehrere Mitglieder von Giskes Ortsgruppe vor wichtigen Abstimmungen in andere Ortsgruppen.

## Privates
Er war im Jahr 2003 Taufpate von Ari Behns und Märtha Louise von Norwegens ältester Tochter Maud Angelica Behn. Giske heiratete im Januar 2019 die Moderatorin Haddy N’jie.